# Códice de Cholula
El Códice de Cholula o Mapa de Cholula es un documento cartográfico histórico que data del siglo XVI, cerca del año 1586. Es un mapa elaborado en papel amate de 113 por 168 centímetros, con información por ambos lados, que describe la región de Cholula, en Puebla, México.

## Descripción
En el anverso del Códice de Cholula se presenta un plano que describe el territorio y el trazo de la ciudad prehispánica de Cholula y sus áreas circundantes; al centro aparece la Gran Pirámide de Cholula, también conocida como Tlachiualtepec. En el plano se describe diversos acontecimientos relacionados con la instauración del nuevo orden colonial, con algunos textos escritos en náhuatl.
El reverso del códice muestra un plano del poblado de Cholula, en el que se observan caminos, ríos, cerros y límites, así como construcciones como templos, pirámides, edificios de gobierno, cárcel, hospital, cabildo, entre otros.
En el códice se representan hechos históricos como: la fundación de la ciudad de Cholula, su rendición, pacificación y conquista. También narra la llegada de los franciscanos, la conclusión del templo de San Gabriel, el castigo de Hernán Cortés a los ciudadanos; así como el bautismo de doña María Ylamateuhtli en 1521, quien es reconocida como gobernante de Cholula.
En el mapa, la región de Cholula aparece delimitada al norte con el reino de Tlaxcala, al oeste con Huejotzingo, al sur con Huaquechula, y al este con Tepeaca. Entre los cuerpos hidrológicos que registra están los ríos Nexapa, Atoyac y Coronango.

## Historia
De acuerdo con el historiador Francisco González-Hermosillo Adams, el Códice de Cholula es uno de los pocos indicios documentales que existen del tecpan (casa señorial) de Tenanquiahuac, un calpulli periférico de la ciudad de Cholollan. El códice alude a que sus dirigentes favorecieron la conquista de Hernán Cortés, ya que Tenanquiahuac se encontraba en la región norte de Cholollan, cerca del camino al reino de Tlaxcala. La ubicación del suburbio es consistente con la idea de que decidieron seguir el ejemplo tlaxcalteca y sumarse al ejército español.
La mayoría de los pobladores cholultecas se opuso al avance de Cortés, lo que quedó plasmado en la representación de cuerpos desmembrados en el códice a causa de la represión militar de 1519. En el mapa, la región suroeste de la ciudad muestra las escenas más sangrientas de la batalla, ilustrada con ríos de sangre producidos con tintura de grana cochinilla. También los señoríos de los tecameca y los collomochca son representados en el códice como participantes de la resistencia mediante miembros amputados y cabezas decapitadas.
En contraste, la parte del códice que representa el norte de la ciudad se representa con un clima de docilidad ante las nuevas autoridades militares. Ahí mismo se observa la escena de una mujer postrada para recibir el bautismo: se trata de María Ylamateuhtli, una noble indígena que habría revelado a Marina Cortés ─la Malinche─ el plan de los cholultecas contra los españoles. En el códice, María Ylamateuhtli fue proclamada con el título alegórico de reina de Tenanquiahuac y de Cholula.
El códice también revela los nombres de varios miembros de la nobleza de Tenanquiahuac, parientes de María Ylamateuhtli, convertidos a la religión católica. Gracias a su apoyo durante la Conquista, los integrantes del señorío de Tenanquiahuac conservaron el gobierno de la ciudad al menos hasta finales del siglo XVI.
Para González-Hermosillo, el Códice de Cholula es «una declaración apologética de la anciana Ylamateuchtli» que exalta la influencia del tecpan de Tenanquiahuac. El investigador señala que este señoría no trascendió los primeros reordenamientos posteriores al control militar español, y que fuera del códice, el tecpan dejó rastros escasos de su existencia en la documentación colonial de los siglos XVI, XVII y XVIII.
Así mismo, el códice refleja la pérdida de territorio de Cholula ─prácticamente 30 por ciento de su extensión─ a causa de la fundación de la ciudad de Puebla, obligando a Cholula a establecer límites más claros con las regiones de Huejotzingo y Tlaxcala, así como sus linderos con Puebla, establecido a partir del río Atoyac.